# Australia na Letnich Igrzyskach Olimpijskich 1900
Australia jako kolonia brytyjska na Letnich Igrzyskach Olimpijskich 1900 w Paryżu była reprezentowana przez dwóch sportowców.

## Skład reprezentacji

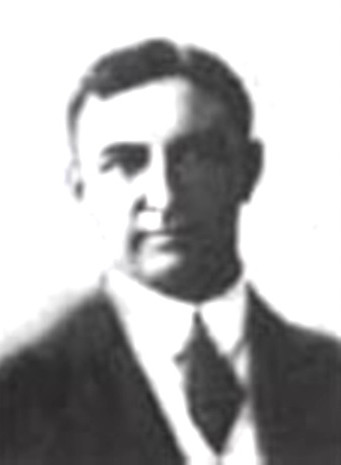
Stanley Rowley

### Lekkoatletyka
| Zawodnik       | Konkurencja | Eliminacje | Eliminacje | Półfinał | Półfinał | Repasaż | Repasaż | Finał | Finał   |
| Zawodnik       | Konkurencja | Wynik      | Miejsce    | Wynik    | Miejsce  | Wynik   | Miejsce | Wynik | Miejsce |
| -------------- | ----------- | ---------- | ---------- | -------- | -------- | ------- | ------- | ----- | ------- |
| Stanley Rowley | 60 metrów   | (7,3)      | 2. Q       | —        | —        | —       | —       | 7,2   | brąz    |
| Stanley Rowley | 100 metrów  | (10,9)     | 2. Q       | (11,2)   | 2. QR    | 11,0    | 1. Q    | 11,2  | brąz    |
| Stanley Rowley | 200 metrów  | 25,0       | 1. Q       | —        | —        | —       | —       | 22,9  | brąz    |

Ponadto Stanley Rowley zdobył złoty medal w biegu drużynowym na 5000 metrów, jednak medal ten przypisuje się drużynie mieszanej (biegł razem z Brytyjczykami: Charlesem Bennettem, Johnem Rimmerem, Sidneyem Robinsonem i Alfredem Tysoe).

### Pływanie

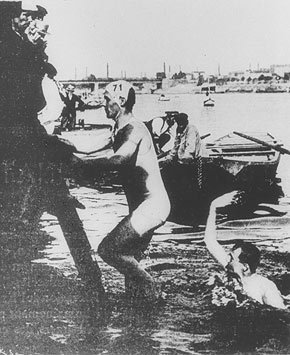
Frederick Lane

| Zawodnik       | Konkurencja               | Półfinał | Półfinał | Finał  | Finał   |
| Zawodnik       | Konkurencja               | Wynik    | Miejsce  | Wynik  | Miejsce |
| -------------- | ------------------------- | -------- | -------- | ------ | ------- |
| Frederick Lane | 200 metrów st. dowolnym   | 2:59,0   | 1. Q     | 2:25,2 | złoto   |
| Frederick Lane | 200 metrów z przeszkodami | 3:04,0   | 1. Q     | 2:38,4 | złoto   |